# Martina Rosucci
Martina Rosucci (* 9. Mai 1992 in Turin) ist eine italienische Fußballspielerin. Sie steht derzeit bei Juventus Turin unter Vertrag und spielte 2013 erstmals für die A-Nationalmannschaft.

## Karriere

### Vereine
Martina Rosucci begann ihre Karriere 2008 bei ASD Turin. Nach drei Jahren wechselte sie zu ACF Brescia. Seit 2017 spielt sie für Juventus Turin. Im Februar 2023 verlängerte sie dort ihren Vertrag vorzeitig bis Juni 2025.

### Nationalmannschaft
Rosucci spielte zunächst für die italienische U17-, U19- und U20-Nationalmannschaft. Am 13. Juli 2013 kam sie bei einem Spiel gegen Dänemark im Rahmen der Europameisterschaft 2013 erstmals für die A-Nationalmannschaft zum Einsatz, als sie für Patrizia Panico eingewechselt wurde. Insgesamt kam sie bei dem Turnier in zwei Gruppenspielen zum Einsatz. Bei der Europameisterschaft 2017 spielte sie in einem Gruppenspiel für Italien. Außerdem spielte sie im Turnier um den Zypern-Cup 2018 und im Achtelfinale der Weltmeisterschaft 2019 für die Nationalmannschaft. Sie kam auch im Turnier um den Algarve-Cup 2022 zum Einsatz und bestritt bei der Europameisterschaft 2022 alle drei Gruppenspielen. Für die Nationalmannschaft spielte sie auch im Turnier um den Arnold Clark Cup 2023, in dem ihr ein Tor gelang.

## Erfolge
Brescia
- Italienische Meisterschaft 2013/14, 2015/16
- Italienischer Pokal: 2011/12, 2014/15, 2015/16
- Italienischer Supercup: 2014, 2015, 2016

Juventus
- Italienische Meisterschaft: 2015/16, 2017/18, 2018/19, 2019/20, 2020/21, 2021/22
- Italienischer Pokal: 2018/19, 2021/22, 2022/23
- Italienischer Supercup: 2019, 2020, 2021

Individuell
- Pallone Azzurro: 2014[4]
- Italiens Tor des Jahres: 2022